# Eduard Dämel
Eduard Dämel (Amburgo, 1821 – 3 settembre 1900) è stato un entomologo tedesco.

## Biografia
Trascorse gli anni 1867-1874 nel Queensland, in Australia, dove collezionò insetti e altro materiale di storia naturale (inclusi campioni botanici per il suo negozio). Dämel era l'agente di Jacob Boll.